# Molgula bisinus
Molgula bisinus is een zakpijpensoort uit de familie van de Molgulidae. De wetenschappelijke naam van de soort werd in 1989 voor het eerst geldig gepubliceerd door Claude Monniot.